# Zakat
Zakat (Arabisch: زكاة) is een van de vijf zuilen van de islam. Het woord zakat betekent 'reiniging' in de vorm van verplichte aalmoezen aan de armen om tot een rechtvaardiger verdeling van goederen te komen. Eventueel kan een hoger bedrag worden weggeschonken voor islamitische liefdadigheidsdoeleinden (sadaqah), om daarmee een grotere hemelse beloning te verkrijgen.

## Zakat
Betaling van zakat 'reinigt' het overige bezit en vermogen en dient als boetedoening voor de zonden. Daarmee zal de gever verre gehouden worden van het hellevuur.
Er zijn strenge regels voor het bepalen van de hoogte van de zakat. Het betalen van zakat is verplicht indien het bezit minus schulden een bepaald bedrag overschrijdt. Dit bedrag is het equivalent van 85 gram puur goud. De te betalen zakat hangt af van de stroming van islam welke men aanhangt. Volgens sommige islamitische stromingen bedraagt de zakat jaarlijks 1/40ste (2.5%) van het bezit. Op het internet zijn sites met zakat-calculators te vinden.
De zakat kan dienen om de armen te helpen, maar, volgens sommige stromingen, ook om de zaak van de islam te bevorderen, zoals het bouwen van een moskee.